# Битва при Янгі Гіссарі
Битва при Янгігісарі (кит.: 英吉沙戰役) — протистояння, що відбулося під час Сіньцзянських війн. У квітні 1934 р. ген. Ма Чжаньцан очолив нову 36-ту дивізію в атаці на уйгурські сили в Янгігісарі, знищивши всю уйгурську силу з 500 осіб і вбивши їх лідера, еміра Нур Ахмаджана Бугру.
Ахмад Камаль у своїй книзі «Земля без сміху» на сторінках 130—131 повідомив, що Нур Ахмаджан був обезголовлений китайськими мусульманськими військами, а голова була використана у футбольній грі на плацу.